# Martin Landau
Martin James Landau (Nueva York, 20 de junio de 1928-Los Ángeles, 15 de julio de 2017) fue un actor estadounidense de cine y televisión ganador del Óscar al mejor actor de reparto en 1994. Su carrera comenzó en los años cincuenta, destacando su participación en la cinta North by Northwest (1959), del director Alfred Hitchcock. En 1969 ganó el Globo de Oro por protagonizar la serie de televisión Misión Imposible, transmitida entre 1966 y 1973. Asimismo, fue muy popular su participación en la serie Espacio: 1999.
En 1988 recibió un segundo Globo de Oro y su primera nominación al Óscar por su papel secundario en la cinta Tucker: un hombre y su sueño, y en 1989 aspiró al premio por segunda vez con Crimes and Misdemeanors. Ganó la estatuilla finalmente en 1994 encarnando a Béla Lugosi en la cinta biográfica Ed Wood, dirigida por Tim Burton.

## Biografía y carrera
Landau nació en Brooklyn, Nueva York. Hijo de Morris, un emigrante austriaco, y de Selma, ambos judíos. Con 17 años comenzó a trabajar como dibujante y caricaturista para el New York Daily News, pero influido por Charlie Chaplin se propuso convertirse en actor. Recibió clases en el Actors Studio, donde coincidió en la misma clase con Steve McQueen, y en 1955 hizo su debut en Broadway, en la obra Middle of the Night. También impartió clases de actuación en el Actors Studio a actores de la talla de Jack Nicholson y Anjelica Huston.
En 1959, con 31 años, hizo su debut en el cine con un papel en la película North by Northwest (Con la muerte en los talones) dirigida por Alfred Hitchcock. Luego tuvo un papel secundario en la superproducción Cleopatra (1963).
Unos años después y tras rechazar el papel de Spock en Star Trek, Landau aceptó interpretar el papel de Rollin Hand, el maestro del disfraz, en la serie de televisión Misión Imposible, convirtiéndose en uno de los actores estrella del reparto. Según el autor Patrick J. White en su libro The Complete Mission: Impossible Dossier, inicialmente Landau rechazó firmar un contrato con los productores de la serie porque no quería que el show interfiriera con su carrera en el cine, y por ello durante la primera temporada apareció en los créditos como Estrella Invitada, pasando en la segunda temporada a convertirse en miembro del reparto a tiempo completo. El papel de Rollin Hand obligó a Landau a actuar con diversos acentos y en muchos de los capítulos debió interpretar dos papeles. Landau trabajó en la serie con su futura esposa, Barbara Bain, y ambos abandonaron la misma antes de la tercera temporada alegando motivos salariales, aunque las razones exactas nunca han sido confirmadas.
A mediados de los años 1970, Landau y Bain regresaron a la televisión con la producción británica Espacio 1999. Esta serie, a pesar de haberse convertido con el tiempo en una serie de culto, fue duramente criticada durante los años de emisión y fue retirada tras dos temporadas. El propio Landau fue muy crítico con los guiones de la serie, sobre todo durante la segunda temporada. Tras Espacio 1999, Landau actuó en papeles secundarios en películas y series de televisión de diferente calidad, incluyendo The Harlem Globetrotters on Gilligan's Island, donde actuó por última vez con Bain.
A finales de los años 1980 la carrera profesional de Landau volvió a despegar con su nominación a los Óscar como actor secundario por la película Tucker: The Man and His Dream (Tucker: un hombre y su sueño), de Francis Ford Coppola. 
Posteriormente logró una segunda nominación como secundario por la película Crimes and Misdemeanors y finalmente en 1994 ganó el Óscar en la misma categoría por el papel de Béla Lugosi en la película de Tim Burton Ed Wood. En la entrega del premio a Landau se lo vio visiblemente enfadado cuando la orquesta intentó cortar su discurso; en ese momento golpeó el atril y gritó «¡No!». Posteriormente explicó que se había sentido frustrado por no disponer del tiempo suficiente como para dedicar el premio a Béla Lugosi. Por el mismo papel Landau recibió también el Globo de Oro, el premio del Sindicato de actores, el Premio Saturn y numerosos premios más.
Landau tuvo dos hijas, Susan y Juliet, de su matrimonio con Barbara Bain. La pareja se casó el 31 de enero de 1957 y se divorció en 1993.
Por su contribución al mundo del cine Landau tiene una estrella en el Paseo de la Fama de Hollywood, en el 6841 de Hollywood Boulevard.
En 1998, apareció como personaje secundario, a modo de homenaje, en la película The X-Files: Fight the Future. Por este papel recibió una nominación a los Premios Emmy en 1999.
En 2012, dio voz al profesor Rzykruski, el excéntrico profesor de ciencias de la escuela de Victor Frankenstein en la película de Tim Burton Frankenweenie. El personaje está inspirado en un icono de la infancia de Burton y del cine de terror, Vincent Price, y habla con un fuerte acento de Europa del Este. Las enseñanzas del profesor inspiran a Victor a esforzarse para revivir a Sparky, su perro, con Rzykruski convirtiéndose en una especie de mentor de Victor. 
Landau murió el 15 de julio de 2017 debido a unas complicaciones cardiacas.

## Filmografía

### Cine
- Pork Chop Hill (1959)
- North by Northwest (1959)
- Cleopatra (1963)
- The Hallelujah Trail (1965)
- The Greatest Story Ever Told (1965)
- Nevada Smith, de Henry Hathaway (1966)
- Misión: Imposible vs. el Mob
- They Call Me Mister Tibbs! (1970)
- A Town Called Bastard (1971)
- Meteor (1979)
- The Fall of the House of Usher (1979)
- Alone in the Dark (1982)
- Tucker: The Man and His Dream (1988)
- Delitos y faltas (1989)
- Empire State (1992)
- Gente de Sunset Boulevard (1992)
- Sliver (1993)
- Eye of the Stranger (1993)
- Intersection (1994)
- Ed Wood (1994) (Óscar de la Academia al Mejor actor Secundario)
- Joseph (José) (1995)
- Pinocho, la leyenda (1995)
- B*A*P*S (1997)
- The X-Files: Fight the Future (1998)
- Rounders (1998)
- EDtv (1999)
- The New Adventures of Pinocchio (1999)
- Ready to Rumble (1999)
- The Joyriders (1999)
- Sleepy Hollow  (1999)
- The Majestic (2001)
- Hollywood Homicide (2003)
- Love Made Easy (2006)
- Harrison Montgomery (2007)
- City of Ember: En busca de la luz (2008)
- Lovely, still (2008)
- 9 (2009)
- Have a Little Faith (2011)
- Frankenweenie (2012)
- Outlaw Prophet: Warren Jeffs (2014)
- Entourage (2015)
- Without Ward (2022)

### Televisión
- The Twilight Zone: "Mr. Denton on Doomsday" (1959), "The Jeopardy Room" (1964)
- The Untouchables  (1962) en el episodio "Mexican Stake-out"
- The Outer Limits: "The Man Who Was Never Born" (1963)
- The Outer Limits: "The Bellero Shield" (1964)
- Mission: Impossible (1966-69) TV Serie
- Columbo (1973) En el episodio "Double Shock"
- Space: 1999 (1975-77) TV serie
- The Harlem Globetrotters on Gilligan's Island (1981)
- The Twilight Zone: "The Beacon" (1985)
- Alfred Hitchcock Presents: The Final Twist (1987)
- By Dawn's Early Light (1990)
- Justicia y deshonor (1992)
- 12:01 (1993)
- Spiderman: The Animated Series (1995) Max Gargan/The Scorpion (voz, temporadas 1 y 2)
- Bonanno: A Godfather's Story (1999)
- In the Beginning (2000)
- Without a Trace (2005)
- The Evidence (2006)
- Entourage (2006)
- The Simpsons: "The Great Simpsina" (2011)

## Premios y distinciones
Premios Óscar
| Año  | Categoría              | Película                     | Resultado |
| ---- | ---------------------- | ---------------------------- | --------- |
| 1989 | Mejor actor de reparto | Tucker, el hombre y su sueño | Nominado  |
| 1990 | Mejor actor de reparto | Crimes and Misdemeanors      | Nominado  |
| 1995 | Mejor actor de reparto | Ed Wood                      | Ganador   |

Globo de Oro
| Año  | Categoría                          | Película                     | Resultado |
| ---- | ---------------------------------- | ---------------------------- | --------- |
| 1994 | Mejor actor de reparto             | Ed Wood                      | Ganador   |
| 1988 | Mejor actor de reparto             | Tucker, el hombre y su sueño | Ganador   |
| 1968 | Mejor actor de serie de TV - Drama | Misión: Imposible            | Ganador   |

Premios del Sindicato de Actores
| Año  | Categoría              | Película | Resultado |
| ---- | ---------------------- | -------- | --------- |
| 1994 | Mejor actor de reparto | Ed Wood  | Ganador   |